# 424
Năm 424 là một năm trong lịch Julius.

## Mất
- Lưu Tống Thiếu Đế, hoàng đế của Triều đại Lưu Tống trong lịch sử Trung Quốc (s. 406)